# La Séauve-sur-Semène
La Séauve-sur-Semène är en kommun i departementet Haute-Loire i regionen Auvergne-Rhône-Alpes i centrala Frankrike. Kommunen ligger i kantonen Saint-Didier-en-Velay som tillhör arrondissementet Yssingeaux. År 2022 hade La Séauve-sur-Semène 1 471 invånare.

## Befolkningsutveckling
Antalet invånare i kommunen La Séauve-sur-Semène
| Referens: INSEE |